# Bräckevattnet
Bräckevattnet är en sjö i Strömstads kommun i Bohuslän och ingår i Strömsån-Enningdalsälvens kustområde. Sjön är 10,5 meter djup, har en yta på 0,0948 kvadratkilometer och är belägen 58,8 meter över havet.

## Delavrinningsområde
Bräckevattnet ingår i det delavrinningsområde (655522-123878) som SMHI kallar för Mynnar i havet. Medelhöjden är 73 meter över havet och ytan är 22,02 kvadratkilometer. Det finns inga avrinningsområden uppströms utan avrinningsområdet är högsta punkten. Avrinningsområdets utflöde mynnar i havet. Avrinningsområdet består mestadels av skog (77 procent) och öppen mark (10 procent). Avrinningsområdet har 0,39 kvadratkilometer vattenytor vilket ger det en sjöprocent på 1,7 procent.